# サン・ピーオ・デッレ・カーメレ
サン・ピーオ・デッレ・カーメレ（イタリア語: San Pio delle Camere）は、イタリア共和国アブルッツォ州ラクイラ県にある、人口約700人の基礎自治体（コムーネ）。

## 地理

### 位置・広がり

#### 隣接コムーネ
隣接するコムーネは以下の通り。
- バリシャーノ
- カポルチャーノ
- カラペッレ・カルヴィージオ
- カステルヴェッキオ・カルヴィージオ
- プラータ・ダンシドーニア